# Campanorco
Campanorco — вимерлий рід нотоунгулятних ссавців із середньоеоценової формації Lumbrera, Аргентина, Південна Америка та єдиний представник родини Campanorcidae.